# Robert Lonsdale Charles
Robert Lonsdale Charles, genannt Rollo Charles (* 19. August 1916 in Cornwall; † 8. März 1977 in London) war ein britischer Literaturwissenschaftler und Kunsthistoriker. Als Offizier im Zweiten Weltkrieg wurde ihm das Military Cross verliehen. Nach Kriegsende war er von August 1945 bis Juni 1946 als Kunstschutz-Offizier der Monuments, Fine Arts, and Archives Section im Range eines Captains in Braunschweig stationiert. Zuletzt war Charles Kurator des National Museum Cardiff und Fellow der Museums Association (FMA) des Vereinigten Königreiches.

## Leben und Werk
Charles war Sohn eines Schulinspektors. Er studierte in Oxford. Am Corpus Christi College erhielt er seinen Bachelor in Französisch und Deutsch. Anschließend hörte er Kunstgeschichte im Ashmolean Museum. Sein Mentor war der dortige Kurator Karl Parker (1895–1992). Nach Studienendabschluss ging Charles für sechs Monate nach München, um sein Deutsch zu verbessern.
1939 meldete er sich zum Militärdienst in der British Army und nahm ab 1940 am Afrikafeldzug teil. Als Angehöriger des 149. Anti-Tank Regiment der Royal Artillery kämpfte Charles in Nordafrika, Palästina, Syrien und Ägypten. Am 16. Juli 1942 wurde er während der Ersten Schlacht von El Alamein durch eine Explosion verwundet, kämpfte aber weiter und konnte so dazu beitragen, dass der Angriff der Panzerarmee Afrika abgewendet werden konnte. Dafür wurde ihm das Military Cross verliehen. Nachdem er genesen war, meldete er sich zurück zum Dienst in Frankreich.

### Tätigkeit als „Monuments Man“ in Braunschweig
Braunschweig war am 12. April 1945 kampflos an Einheiten der 30. US-Infanteriedivision der 9. US-Armee übergeben worden. In der Folge gehörten Stadt und Land Braunschweig kurzzeitig zur Amerikanische Besatzungszone. Am 5. Juni 1945 ging das Kommando an die britischen Streitkräfte über, womit Braunschweig Teil der Britischen Besatzungszone wurde.
Da Charles gut Deutsch sprach und zudem kunsthistorisch geschult war, kam er zu den Monuments Men, deren Aufgabe es u. a. war, zu gewährleisten, dass Kunstwerke vor Diebstahl oder Zerstörung gesichert wurden. Dazu gehörte auch die in Augenscheinnahme, Rückführung, Inventarisierung und Restaurierung von Kunstgegenständen, die von den Nationalsozialisten aus Museen, Galerien, Privatsammlungen etc. entfernt worden waren, um sie an (vermeintlich) sicheren Orten, wie z. B. Bergwerken und Bunker einzulagern. Anfang August 1945 wurde Charles nach Bünde (heutiges Niedersachsen) versetzt, wo er mit anderen britischen Monuments Men zusammentraf, darunter Geoffrey Webb (1898–1970) und Ellis Waterhouse (1905–1985).
In seiner Funktion als Kunstschutz-Offizier wurde er nach Braunschweig abkommandiert, wo er seinen US-Kollegen Captain Tremayne ablöste und schon bald eng mit Kurt Seeleke, dem Landeskonservator und obersten Denkmalschützer des Landes Braunschweig zusammen arbeitete. Aus dieser Zusammenarbeit entwickelte sich eine lebenslange Freundschaft. Charles war für die Sicherung und Sichtung der Kunstwerke von Stadt und Land Braunschweig sowie der Region Braunschweig verantwortlich. Zu seinem Zuständigkeitsbereich gehörten unter anderem das Bergwerk Grasleben, Schloss Blankenburg im Harz oder das Schloss Celle, wo in der Endphase der Zeit des Nationalsozialismus Kunstgegenstände, zum Teil aus dem gesamten Reichsgebiet zusammengetragen und in der Regel völlig unsachgemäß eingelagert worden waren, um sie vor Diebstahl oder Zerstörung zu bewahren. Zum Schluss seines Aufenthalts in Braunschweig im Sommer 1946 war sein Zuständigkeitsbereich auch auf Hildesheim und Göttingen sowie die Bergwerke in Bad Salzdetfurth und das Kaliwerk Wittekind-Hildasglück in Volpriehausen ausgedehnt worden.
Seeleke hatte während des Krieges dafür gesorgt, das wichtige Braunschweiger Kunstschätze wie der Braunschweiger Löwe (entstanden in der 2. Hälfte des 12. Jhs), das Grabmal Heinrichs des Löwen und seiner zweiten Ehefrau Mathilde Plantagenet (um 1230), der Siebenarmige Leuchter (12. Jh.) oder das Imervard-Kreuz (Ende des 12. Jhs) vor der Zerstörung durch Kriegseinwirkung in Sicherheit gebracht wurden. Seeleke hatte diese Kunstwerke neben zahlreichen anderen Kunstgegenständen aus den Braunschweiger Museen, größtenteils unter Einsatz seines Lebens, da er Befehle der Braunschweiger NSDAP-Leitung nicht ausführte, zur Sicherung in den nur 50 km südlich gelegenen Rammelsberg, ein Bergwerk bei Goslar bringen lassen, wo sie eingemauert wurden.

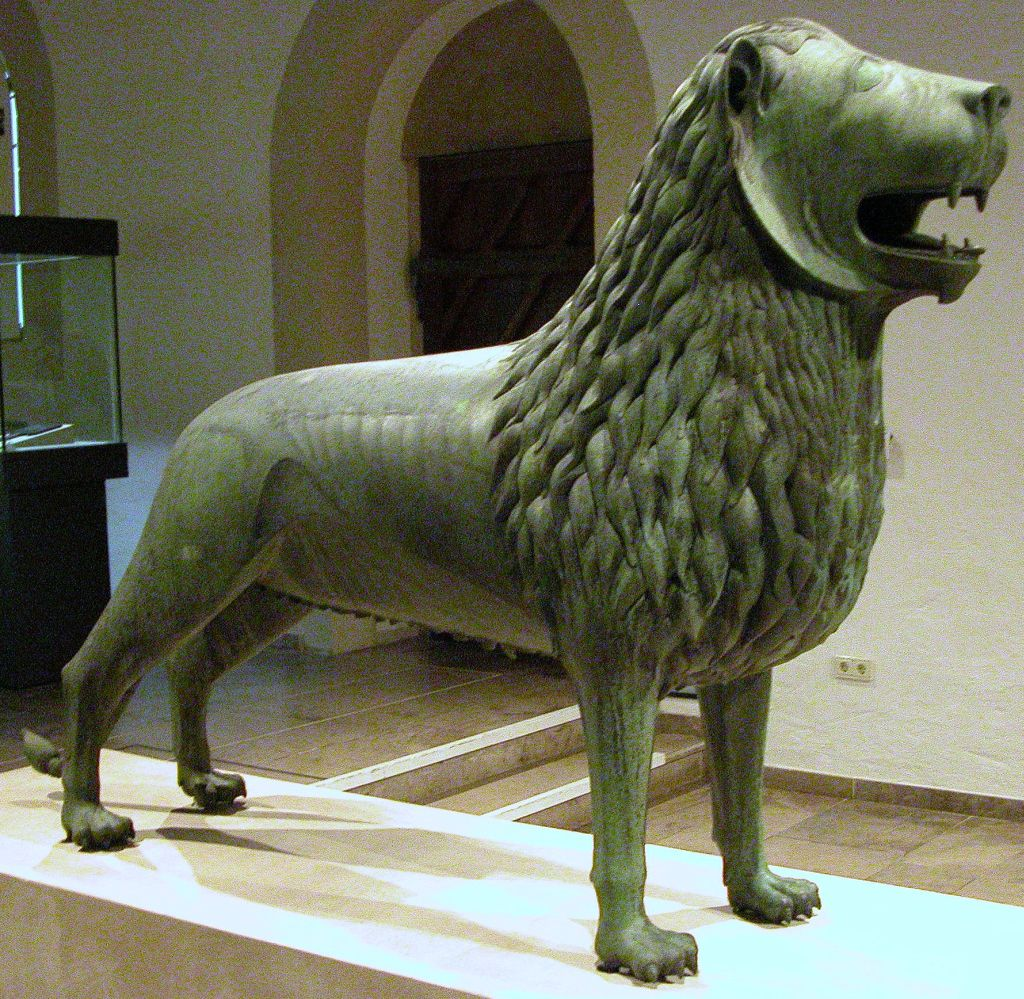
Das Original des Braunschweiger Löwen steht heute in der Burg Dankwarderode (Teil des Herzog Anton Ulrich-Museums.)

Seine Erlebnisse während seiner Zeit in Braunschweig hielt Charles in einem Tagebuch fest. Es beginnt am 4. August 1945 und endet am 22. November 1945.
Am Dienstag, den 23. Oktober 1945 brach Charles zusammen mit Kurt Seeleke und Werner Kump (Metallbauer und Restaurator) zum Bergwerk Rammelsberg auf, um den Braunschweiger Löwen zurückzuholen. Seine Erlebnisse an diesem Tag hielt er wie folgt in seinem Tagebuch fest:

„Mit Seeleke und Kump nach Goslar, um den Löwen zurückzuholen … Um 2:30 konnten wir losfahren – mit einer Geschwindigkeit von zwölf Meilen in der Stunde. Die Landarbeiter auf den Feldern sperrten Mund und Nase auf, als sie ihn vorbeifahren sahen, und ich konnte ihre Lippen sich bewegen sehen, wenn sie auf uns zeigten, lachten und riefen: „Der Braunschweiger Löwe!“ Gegen fünf Uhr kamen wir in Braunschweig an … Eine Menschenmenge versammelte sich um ihn und streichelte ihn, Mütter hoben ihre Kinder hoch, damit sie ihn sehen könnten … alles war sehr rührend …  Ein herrliches Tier. Man hat das Gefühl, daß er jeden Augenblick mit dem Schweif wedeln wird!“

Zusammen mit Seeleke sorgte Charles auch dafür, dass im Dezember 1945 in der Mansarde des unzerstört gebliebenen Schlosses Richmond die erste und einzige funktionierende Restauratorenwerkstatt in der Britischen Besatzungszone eingerichtet werden konnte. Restaurator Fritz Herzig kümmerte sich dort lange Jahre um beschädigte Kunstwerke aus dem gesamten ehemaligen Reichsgebiet.

### Leben nach dem Militärdienst
Seine Tätigkeit in Braunschweig und die Freundschaft mit Kurt Seeleke führten dazu, dass Charles sich entschied, nach seiner Rückkehr nach Großbritannien, die Museumslaufbahn einzuschlagen. Dabei unterstützt wurde er von seinem Kollegen Geoffrey Webbs, der ihn für eine Kuratorenstelle beim National Museum in Cardiff empfahl. Am 19. Juni 1946 verließ er Deutschland.
Unter seiner Leitung wuchs die Sammlung des walisischen Museums beträchtlich – vor allem durch Schenkungen und Vermächtnisse. Während seiner Tätigkeit in Cardiff spezialisierte sich Charles auf historisches Porzellan. 1964 veröffentlichte er den Band Continental Porcelain of the Eighteenth Century. In den Folgejahren verfasste er weitere Beiträge zum Thema.
Zusätzlich zu seiner Museumsarbeit war Charles Mitglied des Fine Arts Advisory Committee des British Council, des Arts Council of Wales und der Museums Association.
Am 8. März 1977 starb „Rollo“ Charles überraschend in London. In seinem Nachlass fand seine Witwe das Tagebuch, das ihr Mann während seiner Zeit in Braunschweig geführt hatte. Sie sandte es an Kurt Seeleke. Später wurde es übersetzt.

### Familie
Am 13. Dezember 1945 fand in Bünde die Verlobung von Rollo Charles und Joy Stephenson statt. Das Paar hatte einen Sohn und zwei Töchter.
Ein Onkel mütterlicherseits war mit einer Schwester des britischen Generalfeldmarschalls Bernard Montgomery verheiratet.